# Ihlenfeldtia
Ihlenfeldtia är ett släkte av isörtsväxter. Ihlenfeldtia ingår i familjen isörtsväxter.
Kladogram enligt Catalogue of Life:
| Ihlenfeldtia | \| \| Ihlenfeldtia excavata \| \| \| \| \| \| Ihlenfeldtia vanzylii \| \| \| \| |
|              | \| \| Ihlenfeldtia excavata \| \| \| \| \| \| Ihlenfeldtia vanzylii \| \| \| \| |
|              | Ihlenfeldtia excavata                                                           |
|              |                                                                                 |
|              | Ihlenfeldtia vanzylii                                                           |
|              |                                                                                 |